# Laura Donghi
Laura Donghi (Milano, 21 novembre 1980) è un'ex calciatrice italiana, di ruolo difensore.
Durante tutto l'arco della carriera ha giocato costantemente in Serie A, per quattordici stagioni con il Fiamma Monza e le rimanenti quattro con il Chiasiellis, conquistando con la prima uno Scudetto al termine del campionato 2005-2006.

## Biografia
Laura Donghi nasce a Milano, interessandosi fin dalla giovane età al mondo del calcio condividendo la passione con il padre ed il fratello. Frequenta l'Istituto Professionale per i Servizi Commerciali Daniele Marignoni - Marco Polo di Milano dove consegue la maturità, IN seguito intraprende l'attività professionale nel campo assicurativo.

## Carriera
Donghi si avvicina al calcio fin da giovanissima, condividendo la passione con il fratello dall'età di sei anni. Inizia la carriera in una squadra interamente femminile tesserandosi con il Milan 82 Salvarani, giocando nelle sue formazioni giovanili fino ai 15 anni quando si trasferisce al Fiamma Monza legandosi alla società con sede a Monza per tutta la prima parte della carriera.
Aggregata alla prima squadra inscritta alla Serie A fin dalla stagione 2005-2006, Donghi fa il suo debutto in campionato il 15 ottobre 2005, alla 2ª giornata, nell'incontro vinto in trasferta per 1-0 sulle avversarie della Reggiana, rilevando Daniela Stracchi al 36'., rimanendo però lontana dai campi di gioco per tutto il resto della stagione a causa di un grave infortunio festeggiando tuttavia con le compagne la conquista del titolo di Campione d'Italia. Ristabilitasi completamente, in quella successiva il tecnico Nazzarena Grilli le concede piena fiducia, impiegandola fin dal primo impegno stagionale, il 2 settembre 2006, nell'incontro di Supercoppa vinto per 1 a 0 sul Bardolino Verona grazie alla rete siglata al 61' dal bomber Chiara Gazzoli. In seguito Grilli la impiega da titolare in tutte le 22 partite del campionato. La giocatrice milanese rimarrà con le biancorosse sino al termine della stagione 2009-2010, quella della nuova retrocessione, in quell'anno la Serie A2, collezionando ben 367 presenze ed un attivo di 35 gol.
Nell'estate 2010 il Chiasiellis, società con sede del comune di Mortegliano, in provincia di Udine, le offre l'opportunità di continuare a giocare in Serie A. La decisione di Donghi nel sottoscrivere il contratto con la società friulana, che, residente a Milano, la costringerà a lunghe trasferte lontane da casa, si deve anche alla presenza delle amiche ed ex compagne in biancorosso Elena Rivolta e Michela Greco.
Con le biancoazzurre disputa quattro stagioni, cogliendo come massimo risultato gli ottavi di finale di Coppa Italia 2010-2011 ed il settimo posto nel campionato2011-2012. Al termine però della difficile stagione di 2013-2014, conclusasi in dodicesima posizione, che la vede retrocedere assieme ad altre cinque società a causa della riorganizzazione del campionato italiano di Serie A da 16 a 14 squadre, il Chiasiellis che non gode di un felice momento finanziario è costretto a comunicare alla FIGC - LND la propria inattività per la stagione successiva, lasciando svincolate le proprie giocatrici. Fino a quel momento con le friulane ha collezionato 104 presenze con 4 gol all'attivo.
In seguito Donghi decide di ritirarsi dal calcio a 11 dedicandosi al calcio a 7 amatoriale.

## Palmarès

### Club
- Campionato italiano: 1

Fiammamonza: 2005-2006
- Supercoppa italiana: 1

FiammaMonza: 2006